# トーマス・ムーア
サー・トム・ムーア（英: Tom Moore）またはサー・トーマス・ムーア（英語: Thomas Moore、1920年4月30日 - 2021年2月2日）は、イギリスの陸軍士官、ビジネスマン。COVID-19が広まる中迎えた、センテナリアンとなる100歳の誕生日の際、NHS Charities Togetherに賛同し、自宅の庭を100往復したことで知られ、キャプテン・トム（英: Captain Tom）の愛称で親しまれた。

## 若年期
トーマス・ムーアは1920年4月30日に、イングランドのウエスト・ライディング・ヨークシャーキースリーで、父・ウィルソン（Wilson）と母・イザベラ（Isabella）との間に生まれた。ウィルソンは建築家、イザベラは校長であった。ムーアはKeighley Grammar Schoolで教育を受けた後、土木工学の見習いを開始した。

## 軍人として
第二次世界大戦勃発後の1940年9月、ムーアは徴兵され、当時ドイツの侵攻に備えてコーンウォールの沿岸防備についていたウェリントン公爵連隊第8大隊（8th Battalion, Duke of Wellington's Regiment; 8DWR）に入隊する。そこで彼は士官訓練を受ける人員に選ばれ、士官候補生学校で教育を受けて少尉に昇進した。
8DWRは1941年10月22日に第145王立装甲連隊（145RAC）という機甲部隊へ改編され、ムーアも王立装甲軍団（RAC）の一員になった。その後1941年末にインドの第146王立装甲連隊（146RAC）として活動していた第9大隊（9DWR）に転属された。ムーアは後年、「我々のほとんどは車を運転したことがなかったし、まして戦車などは考えたこともなかった」と回想している。インドではバイクの知識を買われ新兵へのバイク運転の訓練コースの開設を担当している。
ムーアは1942年10月1日に中尉、1944年10月11日に大尉（キャプテン）に、それぞれ戦時限定で昇進した。
その後の日本への反攻作戦が行われたビルマの戦いには、ムーアはビルマ（現在はミャンマーと呼ばれている地域）西部ラカインでの作戦に従軍した。彼はデング熱に罹患したが生還し、戦争が未だ続く1945年2月、イギリス本土に帰還した。イギリス本土では戦車の教官としてドーセット、ボービントンの戦車集積所で働いて、軍を退官した。
ムーアは60年にわたって、DWRの戦友会を開催してきた。彼の開いていた戦友会は、DWRで最も長く続いたものであった。
2020年4月30日、100歳の誕生日に名誉大佐（Honorary Colonel）の称号を与えられ、イギリス空軍による儀礼飛行が行われた他、エリザベス2世やボリス・ジョンソン首相からの祝意が寄せられた。また、ムーアへの称号授与に際し、授与を決定したマーク・カールトン・スミスイギリス陸軍参謀総長とムーアは次のように語った。
同年7月17日、ムーアにナイトの爵位が与えられた。叙勲式終了後、ムーアは「本当に素晴らしい日だ。感無量だ」「これほどの栄誉を、しかも女王陛下から頂けるなんて。これ以上望むものなどない。私にとって本当に素晴らしい日でした」と語った他、エリザベス2世から「素晴らしい額の寄付金を集めてくれて（後述）、ありがとうございます」と感謝の言葉が述べられた。

## キャリアと趣味
彼は退役したのち、故郷ヨークシャーの屋根材会社で営業部長として働いた。その後フェンズに本拠を置くコンクリート企業の常務取締役（managing director）を務め、1983年には買収を率いて、そのコンクリート企業「Concrete Products Ltd.」を「March Concrete Products Ltd.」へ改名した。その企業は1987年にアマルガメイテッド・ロードストーン・コーポレーションへ売却された。
また彼はオートバイで競走を行うことを好んだ。初めてのオートバイを購入したのは彼が12歳の時であった。その後いくつかレースに出場するまでになり、スコット・モーターサイクル・カンパニーのオートバイを使用し、いくつかのトロフィーも獲得した。彼が着用した番号の「23番」は、2020年になってもイギリス陸軍の耐久レースチームにより使われている。
私生活においては、戦後にBillieと結婚したが、その後離婚した。二人の間に子供はいなかった。しかし1968年、ムーアはPamela Paullと結婚した。事務所長として働いていた彼女はムーアの15歳年下で、LucyとHannahの二人の子供をもうけた。Pamelaとは2006年に他界するまで連れ添った。

## 100歳の誕生日と歩行チャレンジ
2020年4月6日、新型コロナウイルス(COVID-19)がパンデミックを起こす中、彼の100回目の誕生日が、同月30日に近づいていた。彼はイギリスの国民保健サービス（NHS）のスタッフなどを支援する慈善団体の「NHS Charities Together」のための募金活動を開始した。彼は歩行器を用いつつ、25 mの長さがある自宅の庭を、一日10回、計100回歩くことを目標とし、「Tom's 100th Birthday Walk for the NHS」と、その募金活動に名前を付けた。
当初1000ポンドを目標金額としていたが、彼の挑戦は多くの人の注目を集め、これを遥かに上回る金額を集めた。4月10日に1000ポンドの目標が達成され、目標は5000ポンドへ引き上げられた。その後世界中の多くの人々に支援されるようになり、目標が50万ポンドまで引き上げられた。
寄付が500万ポンドに達した際、彼はBBCの取材に対して、以下のようにコメントした。
100回の歩行は4月16日に達成された。この日のチャレンジの模様はヨークシャー連隊第1大隊の儀仗兵に見守られ、テレビで生中継された。ヨークシャー連隊には彼の古巣、DWRが2006年に合流している。寄付は、彼の誕生日に終了した。最終的に32,796,475ポンド、日本円にして約47億円が集まった。150万人以上がこの寄付に参加し、en:JustGivingで行われた寄付の最高額を500万ポンド更新した。
彼は一躍時の人となり、イギリスの英雄であると称えられた。東京新聞は、イギリスではNHSや退役軍人は尊敬すべき対象として広く浸透していると指摘した上で、「この二つを体現するムーアさんは、ジョンソン首相が新型コロナで入院し集中治療室に入った数日後に登場した。（中略）指揮官を失った国民は不安の中にいた。敬愛の象徴として現れたムーアさんを共に英雄視することで団結し、将来への希望を見いだそうとしたのかもしれない。」と分析している。

### シングルの発表
歌手のマイケル・ボールはBBCブレックファストにおいてムーアに対し、「あなたの功績は並外れたものだ。あなたの功績と、あなたが私達にしてくれたことをまとめられる曲を作りたい」と語った。曲は、新型ウイルス感染症対応に当たる人々へ応援するための、象徴として使われていた『ユール・ネヴァー・ウォーク・アローン』が選ばれた。ボールの提案から24時間以内にムーアも参加しての収録が行われ、4月17日、デジタルでこの曲のシングルが発売された。曲はムーアとマイケル・ボールのデュエットで、ボールがリード・ボーカルを務めた。また、NHS Voices of Care Choirも収録に参加した。曲は全英シングル・チャートで一位を獲得、ムーアは99歳と11カ月という歴代最年長で全英一位を獲得した人物になった。このシングルで得られた利益は全額、NHS Charities Togetherに寄付される。

## 死去
2021年2月2日、彼はCOVID-19によってベドフォードの病院で亡くなった。1月31日にはCOVID-19の陽性が確認されていた。高齢者のため、COVID-19ワクチンを最優先で接種されることは可能であったが、1月中旬に新型コロナウイルスは陰性であったものの、発症した肺炎の治療の関係上、接種は行われていなかった。
同年2月19日、天皇が記者会見において「尽力する医療従事者を、自分のできる精一杯の努力で支援しようとする人を、更に無数の人々が優しく包むように応援する姿に感銘を受けました。」と、ムーアの偉業を称えた。